# Svartgölen (Simonstorps socken, Östergötland)
Svartgölen är en sjö i Norrköpings kommun i Östergötland och ingår i Nyköpingsåns huvudavrinningsområde.